# Street Fighter 2010: The Final Fight
A Street Fighter 2010: The Final Fight, Japánban megjelent nevén 2010 Street Fighter (2010 ストリートファイター) egy tudományos-fantasztikus témájú akciójáték, melyet 1990-ben a Capcom fejlesztett ki Nintendo platformra. A 2010-et Japánban és Észak-Amerikában az 1987-es Street Fighter harci játék egy jövőben játszódó része, bár az angol lokalizált változatban átírták a történetet, hogy jobban illeszkedjék elődjéhez.

## A játék menete
A játékos Kent, egy visszavonult harcművészből lett tudóst irányít, aki testét kibernetikus implantátumokkal, úgynevezett bionokkal borította be. A cél az, hogy a pálya elején kijelölt célpontot (vagy célpontokat) meg kell semmisíteni, hogy így egyre több energiához jusson a játékos, mellyel a következő szintre elvezető ajtót ki tudja nyitni. Ken karjával és lábával, valamint a szintén a gombokkal és az irányítólap segítségével elvégeztethető akrobatikus technikákkal számos energiabombát tud kilőni. Ken különböző energiatöltőket tud felvenni, mellyel növelheti tűzerejét. Ezen kívül hozzáfér optimalizáló kapszulához, mellyel vissza tud lőni. Egy harmadik kapszula megszerzése után bizonyos rúgások közben nem lehet megsebesíteni. Öt bolygón összesen 19 helyszín van.

## Cselekmény
2010-re az emberi technológiát annyira fejlettnek képzelték, hogy az egyik bolygóról a másikra a bolygóközi kapu segítségével könnyedén el lehet majd jutni. A Street Fighter küzdelem megnyerése utáni 25 évben Ken visszavonult a harcművészettől, s a Cyboplasm feltalálása révén elismert tudós lett. Ez az anyag minden ezt viselő szervezet részére emberfeletti energiát biztosít. Ken kutatótársának, Troyak a megölésével egy időben ellopták az új anyagot. Ken elhatározza, hogy saját testét bionikkal fedi be, s így áll bosszút Troy gyilkosán. A gyilkos minden egyes meglátogatott bolygón hagyott az új anyagból nyomokat, így az interdimenzionális transzporterrel követni tudja a gyilkos útját.
Troy gyilkosának keresése közben  egy misztikus lény elkezd csúfot űzni Kenből, arra figyelmezteti, hogy hagyja abba az üldözést. Ahogy egyre inkább közeledik a gyilkoshoz, egyre inkább egy furcsa fájdalmat érez testében. Kiderül, hogy maga Troy volt a bűnös, aki így akarta elrabolni az újonnan kifejlesztett anyagot. Szét akarta terjeszteni az anyagot mindenfelé, s egy hozzá hű harcos csapatot akart felállítani. Ennek a csoportnak minden tagja emberfeletti képességekkel lenne felruházva. Arra is fény derül, hogy míg Ken eszméletlen volt, Troy beléépített egy adag Cyboplasmot, s ez okozta a fájdalmakat. Troy legyőzését követően Ken visszatér a Földre, tovább terjeszti a Cyboplasm anyagot, mely járványos gyorsasággal eljut mindenhova.

## Lokalizáció
A Street Fighter 2010 angliai változatában megváltozik a főhős jellemrajza, s ezzel is arra akarnak utalni, hogy ugyanarról a Kenről van itt szó, mint aki a Street Fighterben szerepelt, csak a küldetés megnyerését követően visszavonult a harcművészettől. A japán változatban a főhős Kevin Straker (ケビン・ストレイカー), egy kiborg rendőr, akit a Galaxis Rendőrség (ギャラクシーポリス) azért alkalmaz, hogy semlegesítse az intergalaktikus bűnözőket, a "Parazitákat" (パラサイト), kiknek képességei egy beépített parazita bogár rendkívüli mértéken megnövelte, s ezért az emberek és szövetségeseik nem tudnak velük megküzdeni. Trox figurájának eredeti neve Dr. Jose (Dr.ホセ) volt. Az ő feladata egy olyan parazita szervezet létrehozatala volt, mely az embereket parazitává változtatja. A végső összecsapás előtt Dr. Joese megmondja Kevinnek, hogy Kevinbe és beépített egy bogarat, s ezek okozzák a belső fájdalmakat. A főszereplők személyét  és a történetet leszámítva a két változat teljes egészében megegyezik.

## Fogadtatás
A GameSpot kritikájában a lefordított változatot összehasonlította a videójáték alapján készített filmben szereplő, az első rész után 25 évvel ugyanazt az embert rejtő kiborggal. Az 1UP.com minősítése szerint ez az eredetinek gyenge másolata, s a lokalizáció rémálomra hasonlítóan csapnivaló lett. A ScrewAttack szerint bár a hihetetlenül bonyolult, semmi esetre sem rossz, és ha nem Street Fighter név alatt jött volna ki, valószínűleg elutasították volna. A Video Game Bible című könyv szerint a játék egyszerre nehezen irányítható, s a kinézete sem segít az eligazodásban, s hozzátette, hogy akárki is találta ki Ken alakját, az most lehet, hogy árkot ás valahol Tokió szívében.